# ترفلائونان
ترفلائونان (به فرانسوی: Tréflaouénan) یک کمون در فرانسه است که در Canton of Plouzévédé واقع شده‌است.

## خصوصیات
ترفلائونان ۸٫۱۶ کیلومترمربع مساحت و ۵۲۳ نفر جمعیت دارد.